# Héctor Díaz
Héctor Díaz (Buenos Aires, 17 marzo 1966) è un attore argentino.

## Carriera
Héctor Díaz inizia la sua carriera nel 1992 con l'opera di teatro Pater Dixit, poi continua con Contratiempo, nello stesso anno, un cortometraggio.
Il suo debutto in televisione arriva nel 1994 con Montaña rusa, poi con Sol negro (2003), Casados con Hijos (2005), Niní (2009), nel ruolo di Orazio e nella telenovela Para vestir santos - A proposito di single. Dal 1999 ha ricevuto premi come: Teatro del mundo, Clarin e molti altri. Nel 2007 ha preso parte a due episodi di Lalola.
In Italia è riconosciuto per aver partecipato a Niní ed alle pubblicità Limoncè e Febreze, nel 2006 e 2007.

## Vita privata
Dal 2010 ha una relazione con l'attrice Maida Andrenacci, conosciuta sul set della telenovela Niní. Il 25 gennaio 2020 è nata loro figlia Eloisa.

## Filmografia

### Cinema
- Contratiempo, regia di Martín Singer e Leonardo Nachman - cortometraggio (1992)
- Sublevados, regia di Marcelo Rembado - cortometraggio (1995)
- El encuentro, regia di Hernán Palacios - cortometraggio (1996)
- Por razones personales, regia di Gabriel Levy (1997)
- Perros, regia di Leonardo Di Cesare - cortometraggio (1998)
- Flores para Clara, regia di J. Carando - cortometraggio (2001)
- A los ojos de Dios, regia di Juan Pablo Martínez (2004)
- Días de mucho, vísperas de nada, regia di Daniela Goggi (2005)
- El cielo elegido, regia di Víctor Kino González (2005)
- Glue, regia di Alexis Dos Santos (2005)
- Upa, regia di Tocker, Giralt, Garateguy (2007)
- Historias extraordinarias, regia di Mariano Llinás (2008)
- Dormir al sol, regia di A. Chomski (2012)
- La despedida, regia di Juan Manuel D’Emilio (2012)
- Caída del cielo, regia di Néstor Sánchez Sotelo (2016)
- La flor, regia di Mariano Llinás (2018)
- Argentina, 1985, regia di Santiago Mitre (2022)

### Televisione
- Montaña rusa – serial TV (1994)
- Malos conocidos (2000)
- El narrador (2002)
- Sol negro (2003)
- Casados con Hijos - serial TV (2005)
- Mi mujer es una espía (2006)
- Algo habrán hecho (2006)
- Hechizada – serie TV (2006)
- Lalola – serial TV (2007)
- Aquí no hay quien viva – serie TV (2008)
- Niní – serial TV (2010)
- Para vestir santos - A proposito di single (Para vestir santos) - serial TV (2010)
- El pacto – serie TV (2011)
- 23 pares – miniserie TV (2012)
- El donante - serie TV (2012)
- La viuda de Rafael – miniserie TV (2012)
- Historias de corazón (2012)
- Guapas – serial TV (2014)

## Riconoscimenti
- Teatro del mundo[7]
  - 1999 – Candidatura al miglior attore per La modestia[7]
  - 2001 – Candidatura al miglior attore per Escala Humana[7]
  - 2004 – Candidatura all'attore protagonista per ¿Estás Ahí?[7]
- Arte Vivo[7]
  - 2002 – Candidatura al miglior attore per Escala Humana
- Trinidad Guevara[7]
  - 2003 – Miglior attore protagonista per La Estupidez
- Clarín Espectáculos[7]
  - 2004 – Candidatura come rivelazione per ¿Estás ahí?
- Geteapor[7]
  - 2004 – Solo menzione - Attuazione per ¿Estás ahí?

## Doppiatori italiani
Nelle versioni in italiano delle opere in cui ha recitato, Héctor Díaz è stato doppiato da:
- Mino Caprio in Niní[8]